# Авторитетність
Авторитетність або репутація (від давньоверхньонімецького liumunt, «репутація, слава, чутка», від германського hl(e)u, «звук, репутація») — це соціальна оцінка, репутація та становище, що випливають з думки інших людей. У юридичних текстах та коментарях добру репутацію часто називають доброчесністю.
Важливу роль у здійсненні владних відносин відіграє авторитет, який є вираженням ставлення до існуючої влади з боку суспільства в цілому та його складових: класів, соціальних груп, громадян. Авторитет, як правило, розуміється як можливість впливати на поведінку окремих груп, особистостей без застосування насильницьких засобів. Він передбачає свідоме підпорядкування нормам і законам, встановленим існуючою в цьому суспільстві владою. Відповідно, авторитетність — це певна риса, яка означає здатність впливати на поведінку окремих груп і особистостей без застосування насильницьких засобів.
Авторитет влади визначається як відповідність характеру, функцій влади інтересам всього суспільства або певних соціальних груп, класів. Влада має авторитет, коли її інститути функціонують відповідно до законів, а її розпорядження виконувані та виконуються. Таким чином, взяті в єдності влада і авторитет означають дієздатність влади. Виходячи з раніше сказаного, можна скласти таку формулу: авторитет + влада = дієздатність влади.

## Правова історія
Репутація - це термін, що походить з 12 століття і може мати як позитивні, так і негативні конотації. З іншого боку, «бездоганний» сьогодні використовується лише в позитивному значенні. Протилежний термін bescholten походить від schelten і використовувався у значенні «зневажений», «образливий», «негідний», «аморальний», «звинувачений».
У Середньовіччі, наприклад, людям з поганою репутацією не дозволялося обіймати певні посади. Також обтяжуючим покаранням було насильство над жінкою з доброю репутацією. Якщо хтось здобув погану репутацію через наклеп, ця безневинна людина могла звільнитися від поганої репутації, склавши клятву очищення.
Доказом доброї репутації в Середньовіччі був лист про добру репутацію. Її могли видати людині, якщо місто мало на це привілей. У документі з імперського міста Нюрнберга зазначено: «Таким чином, лист про добру репутацію і загальне підтвердження короля або імператора, який підлягає осуду, має бути виданий публічно в суді чесним писарем» .